# Pont Alexandre-III
De Pont Alexandre-III is een brug te Parijs in beaux-arts-stijl, overvloedig versierd met lantaarns, cherubijnen, nimfen en gevleugelde gouden paarden.
De brug werd gebouwd tussen 1896 en 1900, op tijd voor de Wereldtentoonstelling, door de ingenieurs Jean Résal en Amédée D'Alby en de architecten Cassien-Bernard en Gaston Cousin en genoemd naar tsaar Alexander III. Diens zoon, Nicolaas II, legde op 7 oktober 1896 de eerste steen. De brug staat symbool voor het verdrag van de Frans-Russische Alliantie. De stijl van de brug weerspiegelt die van het Grand Palais, het paleis op de Rive Droite waar de brug op uitkomt. De constructie, bestaande uit een zes meter hoge stalen boog over de Seine, is een wonder van 19e-eeuwse bouwkunst. Het ontwerp was gebonden aan regels die bepaalden dat de brug het uitzicht op de Champs-Élysées en de Invalides niet mocht blokkeren.

## Afbeeldingen

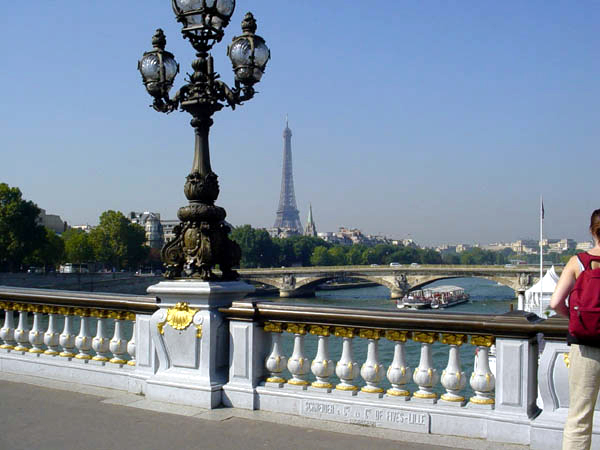
Uitzicht op de Eiffeltoren vanaf de brug
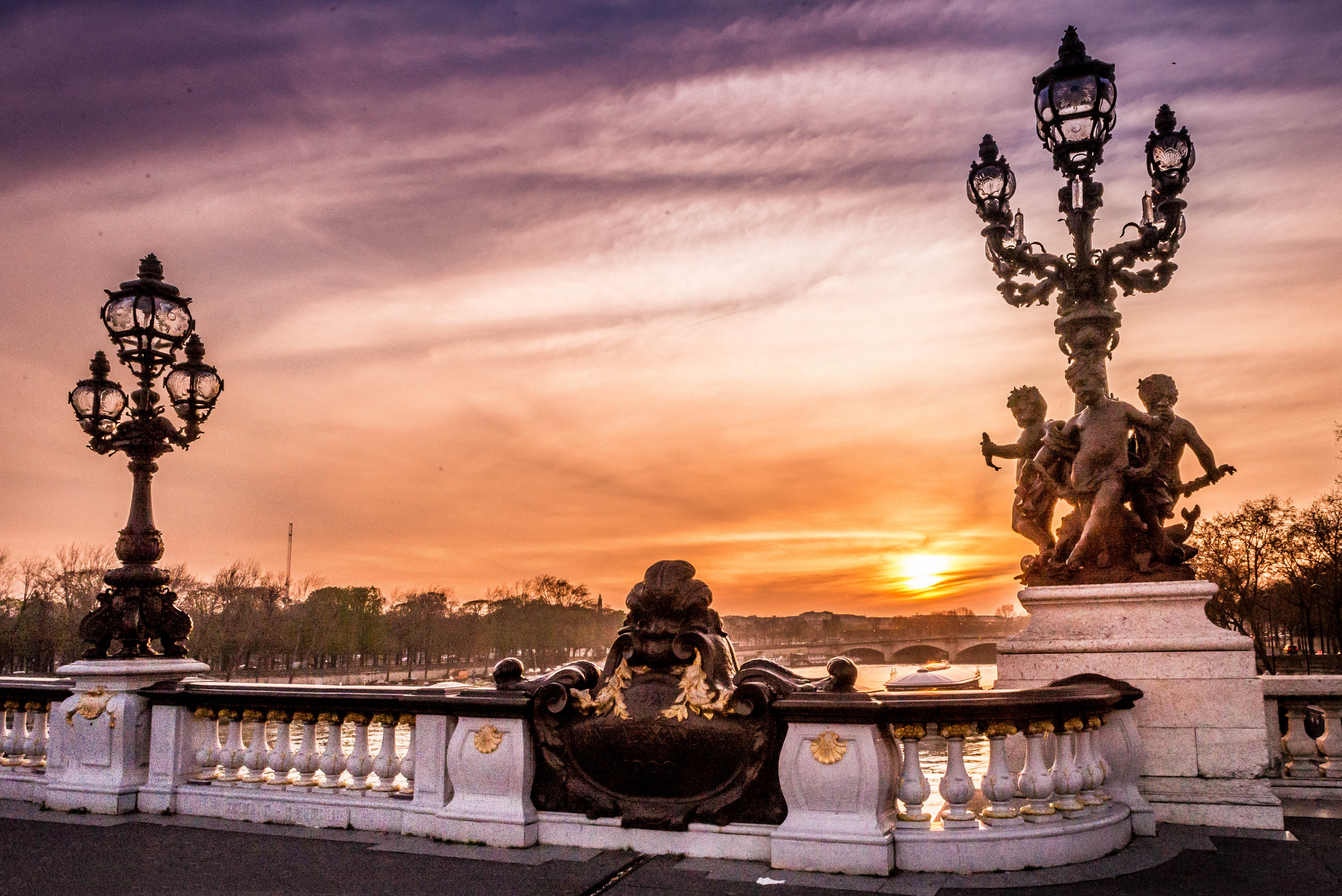
Zonsopkomst gezien vanaf de brug
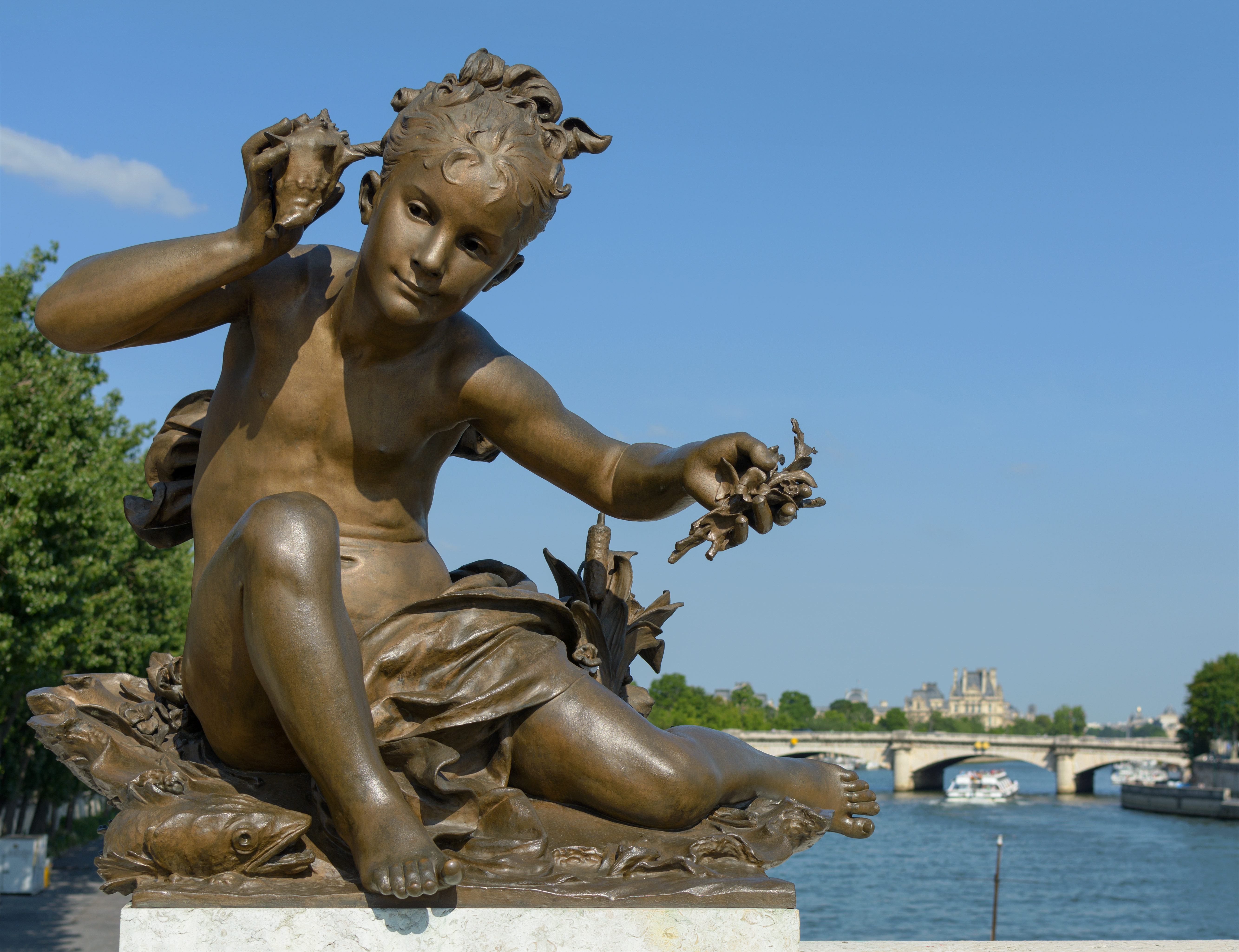
Mythologische figuur op de brug
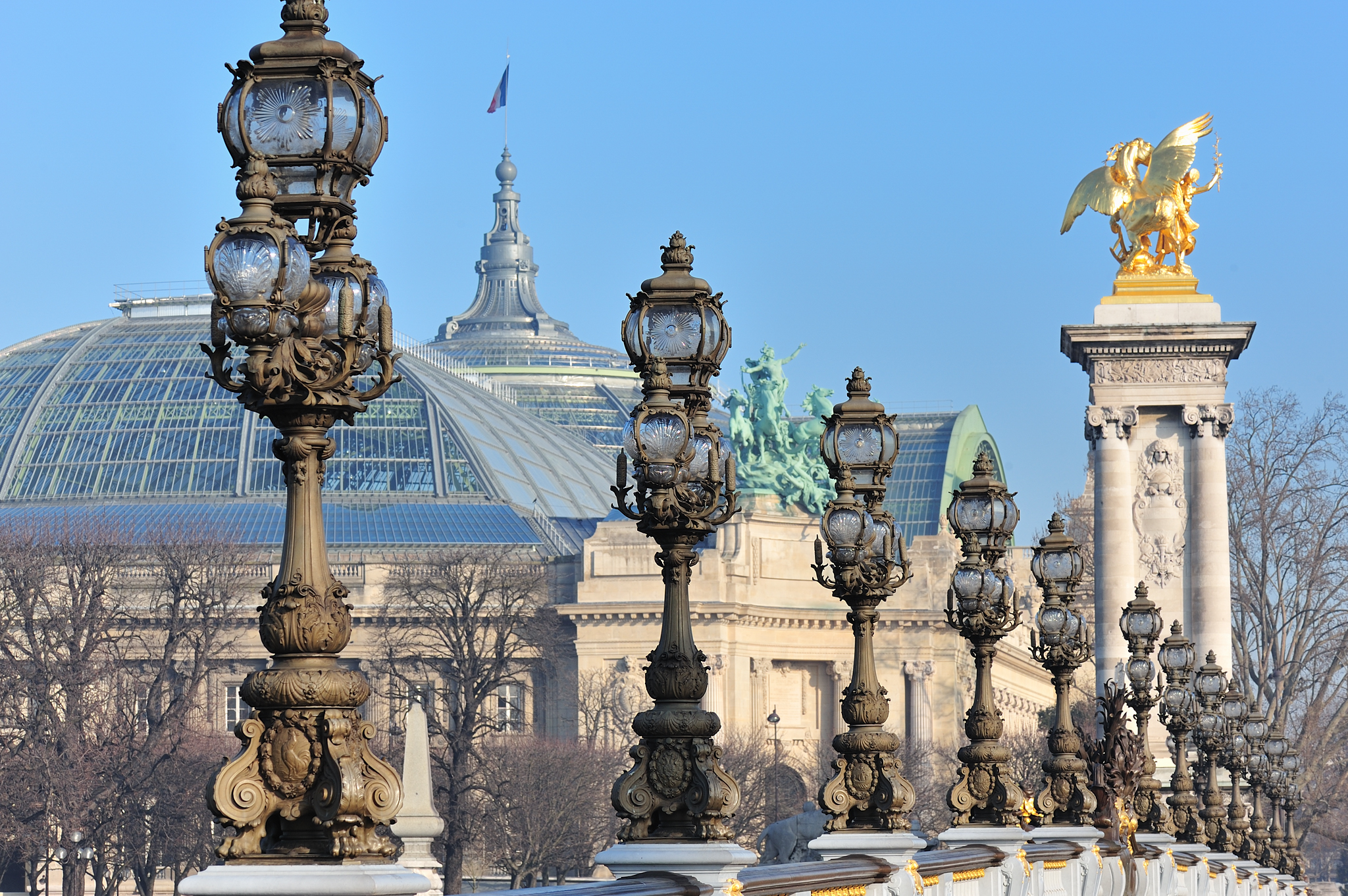
Grand Palais gezien vanaf de brug

Pont Amont ·
Pont Alexandre-III ·
Pont de l'Alma ·
Pont de l'Archevêché ·
Pont d'Arcole ·
Pont des Arts ·
Pont d'Austerlitz ·
Viaduc d'Austerlitz ·
Pont Aval ·
Pont de Bercy ·
Pont de Bir-Hakeim ·
Pont du Carrousel ·
Pont au Change ·
Pont Charles-de-Gaulle ·
Pont de la Concorde ·
Passerelle Debilly ·
Pont au Double ·
Pont du Garigliano ·
Pont de Grenelle ·
Pont d'Iéna ·
Pont des Invalides ·
Passerelle Léopold-Sédar-Senghor ·
Pont Louis-Philippe ·
Pont Marie ·
Pont Mirabeau ·
Pont National ·
Pont Neuf ·
Pont Notre-Dame ·
Petit-Pont ·
Pont Rouelle ·
Pont Royal ·
Pont Saint-Louis ·
Pont Saint-Michel ·
Passerelle Simone-de-Beauvoir ·
Pont de Sully ·
Pont de Tolbiac ·
Pont de la Tournelle
Zie ook: Bruggen in Parijs · Lijst van bezienswaardigheden in Parijs · Seine · Rive Gauche · Rive Droite
- Gemeinsame Normdatei: 4580911-2
- Virtual International Authority File: 239644800
- WorldCat: E39PBJmP6wccwDXrwWxKBD3G73